# Mayo Doko
Mayo Doko (土光 真代 Doko Mayo?), född 3 maj 1996, är en japansk fotbollsspelare som spelar för Nippon TV Beleza.
Mayo Doko spelade 1 landskamp för det japanska landslaget.